# Haymaniyah
Haymaniyah (tiếng Ả Rập: الهيمانية) là một ngôi làng Syria nằm ở Al-Hamraa Nahiyah ở huyện Hama, Hama. Theo Cục Thống kê Trung ương Syria (CBS), Haymaniyeh có dân số 138 trong cuộc điều tra dân số năm 2004.